# Falling in Love (песня Ironik)
«Falling in Love» — четвёртый официальный сингл британского музыканта (DJ) Ironik, включающий вокал канадской певицы и актрисы Джессики Лаундс. Первый сингл со второго пока что не получившего названия альбома певца. Занял 40-ю строчку в хит-параде UK Singles Chart 31 октября 2010.

## Список треков
| №                   | Название                                         | Длительность |
| ------------------- | ------------------------------------------------ | ------------ |
| 1.                  | «Falling in Love» (Jackstar Radio Mix)           | 3:38         |
| 2.                  | «Falling in Love» (Crazy Cousinz Daytime Mix)    | 3:11         |
| 3.                  | «Falling in Love» (Crazy Cousinz Nighttime Mix)  | 3:33         |
| 4.                  | «Falling in Love» (Riffs and Rays Radio Edit)    | 3:42         |
| 5.                  | «Falling in Love» (Riffs and Rays Club Mix Edit) | 8:10         |
| 6.                  | «Falling in Love» (UATM Russkaya Ruletka Mix)    | 6:42         |
| 7.                  | «Falling in Love» (Teddy’s Grimey Remix)         | 4:18         |
| Общая длительность: | Общая длительность:                              | 31:53        |

## Релиз
С 24 октября 2010 года песня доступна для платного скачивания в интернет-магазинах.
| Регион         | Дата            | Формат           | Лейбл               |
| -------------- | --------------- | ---------------- | ------------------- |
| Великобритания | 24 октября 2010 | Digital Download | «BPM Entertainment» |

## Позиция в чартах
31 октября 2010 года песня заняла 40 строчку хит-парада UK Singles Chart:
| Чарт (2010)                     | Позиция |
| ------------------------------- | ------- |
| Великобритания (OCC UK Singles) | 40      |
| Шотландия (OCC Scotland)        | 40      |

## Музыкальный клип
Съёмки видео проходили ночью в Лос-Анджелесе рядом с одной из закусочных «Jims Burgers». Режиссёр — Френк И. Флауэрс.
Лаундс играет девушку, которую бросает прямо в кафе, куда они случайно заглянули, её высокомерный парень. Там же её героиня встречает юношу в исполнении Ironik — между молодыми людьми тут же возникает взаимная симпатия.